# مو خرس بزرگ
مو خرس بزرگ یک ستاره است که در صورت فلکی خرس بزرگ قرار دارد.